# Liste der Fahrzeuge der Museumsbahn Blonay–Chamby

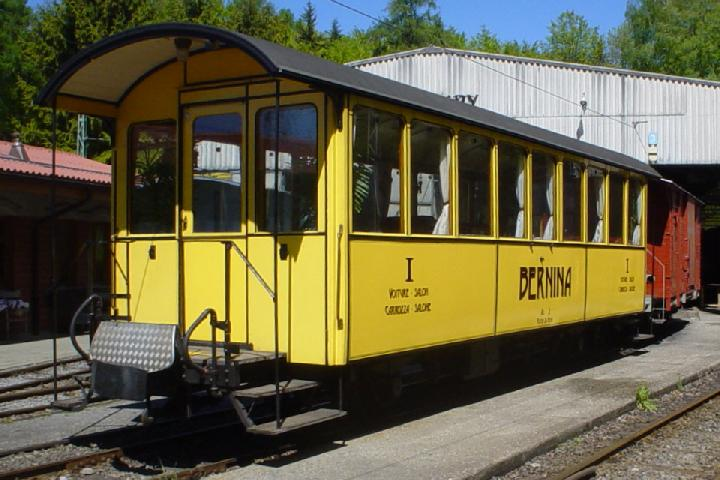
Salonwagen As^{2} 2 der Rhätischen Bahn, 2005 in Chaulin

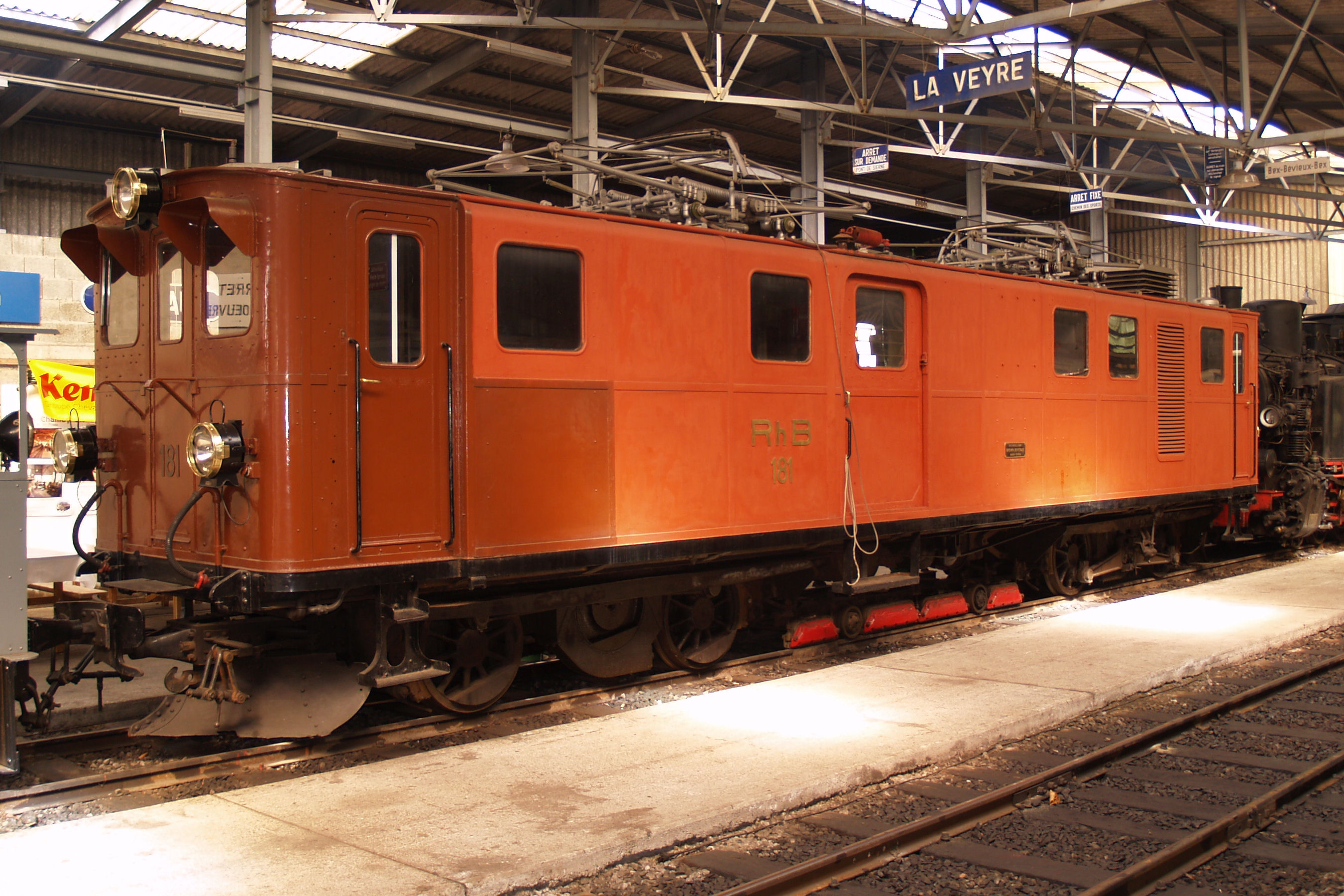
Lokomotive Ge 4/4 181 der Rhätischen Bahn, 2008 in Chaulin unmittelbar vor Aufnahme der bis 2018 dauernden Revisionsarbeiten.

Die Liste der Fahrzeuge der Museumsbahn Blonay–Chamby führt das gesamte Rollmaterial der Museumsbahn Blonay–Chamby, abgekürzt BC, französisch Chemin de fer-musée Blonay–Chamby, auf. Darunter auch mittlerweile abgegebene oder verschrottete Fahrzeuge.
Schwerpunkt des umfangreichen Bestands an Meterspur-Rollmaterial sind Fahrzeuge von Eisenbahn- und Strassenbahn-Gesellschaften aus der Westschweiz, wenngleich auch die Deutschschweiz, das Tessin sowie Deutschland, Frankreich und Spanien vertreten sind.
Ein besonderes Augenmerk des Vereins gilt dabei der betriebsfähigen Aufarbeitung des Fahrzeugparks und dessen Einsatz auf der Bahnstrecke Blonay–Chamby. Infolge der begrenzten Platzverhältnisse im Eisenbahnmuseum in Chaulin konnten in jüngerer Zeit jedoch nur noch vereinzelt neue Fahrzeuge aufgenommen werden.

## Triebfahrzeuge

### Dampflokomotiven
| Herkunft    | Typ              | Baureihe | Nummer | Baujahr | Hersteller                               | Standort     | Betriebsfähig     | Bild | Bemerkung |
| ----------- | ---------------- | -------- | ------ | ------- | ---------------------------------------- | ------------ | ----------------- | ---- | --- |
| DB          | Tenderlokomotive | G 5/5    | 99 193 | 1927    | Maschinenfabrik Esslingen 4183           | Chamby-Musée | Nein              |      | Ab 1969 bei der Museumsbahn. Ehemals Bahnstrecke Nagold–Altensteig                                                    |
| BFD         | Tenderlokomotive | HG 3/4   | 3      | 1914    | SLM 2317                                 | Chamby-Musée | Ja                |      | Ab 1969 bei der Museumsbahn                                                                                           |
| JS, BAM     | Tenderlokomotive | G 3/3    | 909, 6 | 1901    | SLM 1341                                 | Chamby-Musée | Ja                |      | hat Wechselnummern, kann mit JS 909 (Brünig) oder BAM 6 beschildert werden                                            |
| LEB         | Tenderlokomotive | G 3/3    | 5      | 1890    | SACM 4172                                | Chamby-Musée | Ja                |      | "Bercher", ab 1973 bei der Museumsbahn, 1985 bis 2005 im Einsatz, 2013 bis 2015 in Revision, jetzt wieder im Betrieb. |
| Olot–Girona | Tenderlokomotive | G 3/5    | 23     | 1926    | Maquinista Terrestre y Marítima 282      | Chamby-Musée | Nein              |      | |
| RdB         | Tenderlokomotive | G 3/3    | 1      | 1890    | SLM 618                                  | Chamby-Musée | Nein              |      | "Le Doubs" |
| SEG         | Malletlokomotive | G 2x3/3  | 104    | 1925    | Hanomag 10437                            | Chamby-Musée | Nein, in Revision |      | "Zell", ehemals Bahnstrecke Zell–Todtnau                                                                              |
| SEG         | Malletlokomotive | G 2x2/2  | 105    | 1918    | Maschinenbau-Gesellschaft Karlsruhe 2051 | Chamby-Musée | Ja                |      | "Todtnau", ehemals Bahnstrecke Zell–Todtnau, davor Kleinbahn Haspe–Voerde–Breckerfeld                                 |

### Dampfstrassenbahn-Lokomotiven
| Herkunft                  | Typ              | Baureihe | Nummer | Baujahr | Hersteller  | Standort     | Betriebsfähig | Bild | Bemerkung |
| ------------------------- | ---------------- | -------- | ------ | ------- | ----------- | ------------ | ------------- | ---- | --------- |
| Ferrovie e Tramvie Padane | Kastenlokomotive | G 2/2    | 4      | 1900    | Krauss 4278 | Chamby-Musée | Ja            |      | Glettise  |
| TM                        | Kastenlokomotive | G 2/4    | 7      | 1882    | SLM 316     | Chamby-Musée | Nein          |      | Glettise  |

### Elektrolokomotiven
| Herkunft | Typ                                      | Baureihe | Nummer | Baujahr | Hersteller     | Standort     | Betriebsfähig | Bild | Bemerkung                                                                   |
| -------- | ---------------------------------------- | -------- | ------ | ------- | -------------- | ------------ | ------------- | ---- | --------------------------------------------------------------------------- |
| BVB      | Zahnradlokomotive                        | He 2/2   | 2      | 1899    | SLM 1196 / CIE | Chamby-Musée | Nein          |      | "La Grisette", 2011 von der BVB übernommen                                  |
| BOB      | Zahnradlokomotive mit gemischtem Antrieb | HGe 3/3  | 29     | 1926    | SLM 3127 / MFO | Chamby-Musée | Ja            |      | seit 2013 bei der Museumsbahn                                               |
| +GF+     | Werklokomotive                           | Ge 4/4   | 75     | 1913    | SLM 2327 / MFO | Chamby-Musée | Ja            |      | seit 1980 bei der Museumsbahn                                               |
| RhB      | Elektrolokomotive                        | Ge 4/4   | 81     | 1918    | SLM 3295 / BBC | Chamby-Musée | Ja            |      | ehemals BB Ge 6/6 81, 1929 zur Ge 4/4 umgebaut, ab 1970 bei der Museumsbahn |

### Elektrische Triebwagen
| Herkunft | Typ                        | Baureihe  | Nummer | Baujahr | Hersteller       | Standort     | Betriebsfähig | Bild | Bemerkung                                                           |
| -------- | -------------------------- | --------- | ------ | ------- | ---------------- | ------------ | ------------- | ---- | ------------------------------------------------------------------- |
| CEV      | Triebwagen                 | ABDe 4/4  | 105    | 1913    | SWS / MFO        | Chamby-Musée | Nein          |      | Historisches Bild von 1980. 2017 von der Association 105 übernommen |
| LJB      | Triebwagen                 | Ce 2/2    | 12     | 1907    | Ringhoffer / EGA | Chamby-Musée | Ja            |      |                                                                     |
| LLB      | Triebwagen                 | BCFeh 4/4 | 10     | 1914    | SLM / SWS / BBC  | Chamby-Musée | Ja            |      |                                                                     |
| MCM      | Triebwagen                 | BCFeh 4/4 | 6      | 1909    | SLM / SIG / EGA  | Chamby-Musée | Ja            |      | "Wallis", 1976 Schenkung von der AOMC                               |
| MOB      | Triebwagen                 | BCFe 4/4  | 11     | 1905    | SIG / EGA        | Chamby-Musée | Ja            |      | "les sept à vingt", 2000 von der MOB übernommen                     |
| MOB      | Gepäck- und Posttriebwagen | DZe 6/6   | 2002   | 1932    | SIG / BBC        | Chamby-Musée | Ja            |      | 2008 von der MOB übernommen, seit 2012 wieder betriebsfähig         |
| RhB      | Triebwagen                 | ABe 4/4I  | 35     | 1908    | SIG / SAAS / MFO | Chamby-Musée | Ja            |      | Ursprünglich BCe 4/4 10 von SIG / Alioth, 2010 von der RhB gekauft  |
| SeTB     | Triebwagen                 | BCFe 2/2  | 4      | 1928    | SIG / MFO        | Chamby-Musée | Nein          |      | Historisches Bild aus den 1930er Jahren                             |

## Bahndienstfahrzeuge

### Draisinen und Schienentraktoren
| Herkunft | Typ             | Baureihe | Nummer | Baujahr | Hersteller             | Standort     | Betriebsfähig | Bild | Bemerkung |
| -------- | --------------- | -------- | ------ | ------- | ---------------------- | ------------ | ------------- | ---- | --- |
| RhB      | Draisine        | Dm 1/2   |        |         | Wolf                   | Chamby-Musée | Ja            |      | |
| RhB      | Draisine        | D        |        |         | Oehler                 | Chamby-Musée | Ja            |      | Handhebeldraisine |
| MOB      | Schienentraktor | Tm 2/2   | 1      | 1930    | Orenstein & Koppel     | Chamby-Musée | Ja            |      | 1941 Kauf durch das Bauunternehmen der Lac-des-Dix-Staumauer, 1950 an Holzwerk Rieder in St. Stephan verkauft, 1979 an MOB verkauft, 1995 Remisierung, 2006 von der MOB übernommen |
| RB       | Draisine        | Dm 2/2   | 3      |         | Établissements Billard | Chamby-Musée | Ja            |      | Biniou |
| VBZ      | Schienentraktor | Te 2/2   | 926    | 1935    | StStZ / MFO            | Chamby-Musée | Ja            |      | |

### Schneeschleudern
| Herkunft | Typ                                 | Baureihe | Nummer | Baujahr | Hersteller | Standort     | Betriebsfähig | Bild | Bemerkung |
| -------- | ----------------------------------- | -------- | ------ | ------- | ---------- | ------------ | ------------- | ---- | --- |
| BB       | Selbstfahrende Dampfschneeschleuder | R        | 1052   | 1913    | SLM        | Chamby-Musée | Ja            |      | 1943 umbezeichnet in RhB R 14, 1954 umnummeriert in Xrot d 9214, 1990 an DFB, 1996 von der DFB im Tausch gegen die ehemalige RhB R 12 übernommen |

## Wagen

### Personenwagen
| Herkunft | Typ                             | Baureihe | Nummer | Baujahr | Hersteller                                    | Standort     | Betriebsfähig | Bild | Bemerkung                                                                                   |
| -------- | ------------------------------- | -------- | ------ | ------- | --------------------------------------------- | ------------ | ------------- | ---- | ------------------------------------------------------------------------------------------- |
| AL       | Abteilwagen mit Gepäckabteil    | CF2      | 21     | 1900    | SIG                                           | Chamby-Musée | Ja            |      |                                                                                             |
| BOB      | Grossraumwagen                  | C3       | 6      | 1901    | SIG                                           | Chamby-Musée | Ja            |      | Kaiserwagen                                                                                 |
| BOB      | Sommerwagen                     | C4       | 44     | 1926    | SIG                                           | Chamby-Musée | Ja            |      |                                                                                             |
| CEV      | Grossraumwagen                  | BC2      | 21     | 1902    | SWS                                           | Chamby-Musée | Ja            |      |                                                                                             |
| GFM      | Grossraumwagen                  | C2       | 23     | 1903    | SWS                                           | Chamby-Musée | Ja            |      |                                                                                             |
| LCD      | Sommerwagen                     | C2       | 21     | 1911    | SWS                                           | Chamby-Musée | Ja            |      | Giardiniera                                                                                 |
| LE       | Grossraumwagen                  | B2       | 5      | 1865    | Chevalier, Chailus & Cie Paris                | Chamby-Musée | Ja            |      | Reine Berthe, ursprünglich MC, 2016 von der LEB übernommen                                  |
| LLB      | Abteilwagen                     | BC4      | 22     | 1915    | SIG                                           | Chamby-Musée | Ja            |      |                                                                                             |
| MCM      | Grossraumwagen                  | BC2      | 10     | 1908    | SIG                                           | Chamby-Musée | Ja            |      |                                                                                             |
| MEG      | Grossraumwagen                  | C4       | 171    | 1891    | Herbrand                                      | Chamby-Musée | Ja            |      |                                                                                             |
| MOB      | Grossraumwagen                  | BC4      | 22     | 1901    | SIG                                           | Chamby-Musée | Ja            |      | 1912 umbezeichnet in C4 45, 1956 umbezeichnet in B4 45, 1971 von der MOB übernommen         |
| MOB      | Grossraumwagen                  | B4       | 61     | 1906    | SIG                                           | Chamby-Musée | Ja            |      | 2015 von der Modellbaugruppe Obersimmental–Saanenland (MOS) übernommen                      |
| NStCM    | Grossraumwagen                  | C4       | 7      | 1910    | Ateliers de construction du Nord de la France | Chamby-Musée | Ja            |      |                                                                                             |
| RB       | Grossraumwagen mit Gepäckabteil | ABCFZ4   | 15     | 1895    | De Dietrich                                   | Chamby-Musée | Ja            |      |                                                                                             |
| RdB      | Grossraumwagen                  | BC2      | 2      | 1890    | SIG                                           | Chamby-Musée | Nein          |      | Historisches Bild von 1973, früher auch als BC2 2 bezeichnet, aktuell als BC2 11 nummeriert |
| RdB      | Grossraumwagen mit Gepäckabteil | CF2      | 21     | 1890    | SIG                                           | Chamby-Musée | Nein          |      | Historisches Bild von 1973                                                                  |
| RhB      | Salonwagen                      | As2      | 2      | 1903    | SIG                                           | Chamby-Musée | Ja            |      |                                                                                             |
| RhB      | Abteilwagen                     | AB2      | 121    | 1903    | SIG                                           | Chamby-Musée | Ja            |      |                                                                                             |
| SeTB     | Grossraumwagen                  | C2       | 13     | 1905    | MAN                                           | Chamby-Musée | Nein          |      | Historisches Bild von 1968, ex BC2 13                                                       |

### Post- und Gepäckwagen
| Herkunft | Typ                   | Baureihe | Nummer | Baujahr | Hersteller | Standort     | Betriebsfähig | Bild | Bemerkung |
| -------- | --------------------- | -------- | ------ | ------- | ---------- | ------------ | ------------- | ---- | --------- |
| GFM      | Post- und Gepäckwagen | FZ2      | 36     | 1903    | SWS        | Chamby-Musée | Ja            |      |           |

### Güterwagen
| Herkunft | Typ                  | Bezeichnung | Nummer | Baujahr | Hersteller | Standort      | Betriebsfähig | Bild | Bemerkung                                                    |
| -------- | -------------------- | ----------- | ------ | ------- | ---------- | ------------- | ------------- | ---- | ------------------------------------------------------------ |
| AB       | Gedeckter Wagen      | K           | 30     | 1874    | Kirchheim  | Chamby-Musée  | Nein          |      |                                                              |
| AL       | Gedeckter Wagen      | K           | 87     | 1912    | SWS        | Chamby-Musée  | Ja            |      |                                                              |
| GFM      | Gedeckter Wagen      | K           | 610    | 1904    | SWS        | Chamby-Musée  | Ja            |      |                                                              |
| GFM      | Gedeckter Güterwagen | K           | 672    | 1955    | GFM        | Bahnhof Vevey | Ja            |      | von der TPF als Gak 672 übernommen                           |
| GFM      | Güterlore            |             | 1      |         |            | Chamby-Musée  | Ja            |      |                                                              |
| GFM      | Offener Wagen        | L           | 712    | 1905    | SWS        | Chamby-Musée  | Ja            |      | von den TPF als Ek 712 übernommen. Ehemals GFM L 712         |
| LLB      | Gedeckter Wagen      | K           | 41     | 1915    | SWS        | Chamby-Musée  | Ja            |      | Fahrleitungsmontagewagen                                     |
| LLB      | Offener Wagen        | M           | 51     | 1915    | SWS        | Chamby-Musée  | Ja            |      |                                                              |
| LLB      | Flachwagen           | L           | 60     | 1915    | SWS        | Chamby-Musée  | Ja            |      | Mit Sitzbänken für die Beförderung von Reisenden ausgerüstet |
| MOB      | Offener Wagen        | Lo          | 153    | 1903    | SIG        | Chamby-Musée  | Ja            |      |                                                              |
| MOB      | Flachwagen           | M           | 706    | 1904    | Busch      | Chamby-Musée  | Ja            |      |                                                              |
| MOB      | Flachwagen           | O           | 810    | 1904    | Busch      | Chamby-Musée  | Ja            |      |                                                              |
| SeTB     | Gedeckter Wagen      | K           | 31     | 1905    | MAN        | Chamby-Musée  | Ja            |      |                                                              |
| TL       | Gedeckter Wagen      | K           | 510    | 1910    | SWS        | Chamby-Musée  | Ja            |      |                                                              |

### Dienstwagen
| Herkunft | Typ                           | Baureihe | Nummer | Baujahr | Hersteller | Standort     | Betriebsfähig | Bild | Bemerkung                                             |
| -------- | ----------------------------- | -------- | ------ | ------- | ---------- | ------------ | ------------- | ---- | ----------------------------------------------------- |
| CEV      | Arbeitswagen                  | X2       | 52     |         |            | Chamby-Musée | Nein          |      |                                                       |
| LLB      | Schienendrehkran              | X2       | 52     | 1915    | SWS / BC   | Chamby-Musée | Ja            |      |                                                       |
| MOB      | Werkstattswagen               | X4       | 21     | 1901    | SIG        | Chamby-Musée | Ja            |      | Ehemals MOB K 101, im Winter 2014 von der MOB gekauft |
| JBL      | Essraum der Vereinsmitglieder | C3       | 466    | 1889    | SIG        | Chamby-Musée | Nein          |      | Zuletzt SBB Brünig Arbeitswagen X3 9951               |
| TrB      | Wassersprengwagen             | Xe 2/2   | 1      | 1915    | SWS / MFO  | Chamby-Musée | Ja            |      | Ohne elektrische Ausrüstung                           |

## Strassenbahnfahrzeuge

### Elektrische Triebwagen
| Herkunft | Typ              | Bezeichnung | Nummer | Baujahr | Hersteller                                               | Standort     | Betriebsfähig | Bild | Bemerkung                                                                           |
| -------- | ---------------- | ----------- | ------ | ------- | -------------------------------------------------------- | ------------ | ------------- | ---- | ----------------------------------------------------------------------------------- |
| CGTE     | Triebwagen       | Ce 2/2      | 125    | 1920    | SIG / SAAS                                               | Genf         | Ja            |      | 1997 als Dauerleihgabe an die Association Genevoise du Musée des Tramways abgegeben |
| CGTE     | Gepäcktriebwagen | Fe 4/4      | 151    | 1911    | SIG / Siemens & Halske                                   | Chamby-Musée | Ja            |      | 2012 als Leihgabe an die Association Genevoise du Musée des Tramways abgegeben      |
| TL       | Triebwagen       | Ce 2/3      | 28     | 1948    | SWS / SAAS                                               | Chamby-Musée | Ja            |      |                                                                                     |
| TL       | (Triebwagen)     | Ce 2/2      | 36     | 1903    | SWS / Ateliers de constructions électriques de Charleroi | Chamby-Musée | –             |      | nur Wagenkasten                                                                     |
| TN       | Triebwagen       | Ce 2/2      | 76     | 1921    | SIG / MFO                                                | Chamby-Musée | Nein          |      |                                                                                     |
| RhSt     | Posttriebwagen   | Ze 2/2      | 31     | 1914    | SIG / BBC                                                | Chamby-Musée | Ja            |      |                                                                                     |
| SSB      | Triebwagen       | Ce 2/2      | 52     | 1914    | SWS / MFO                                                | Chamby-Musée | Ja            |      | Schenkung der Städtischen Verkehrsbetriebe Bern                                     |
| TF       | Triebwagen       | Ce 2/2      | 7      | 1904    | Rathgeber / SAAS                                         | Chamby-Musée | Nein          |      |                                                                                     |

### Beiwagen
| Herkunft | Typ      | Baureihe | Nummer | Baujahr | Hersteller                      | Standort     | Betriebsfähig | Bild | Bemerkung |
| -------- | -------- | -------- | ------ | ------- | ------------------------------- | ------------ | ------------- | ---- | --- |
| VMCV     | Beiwagen | C2       | 57     | 1930    | SIG                             | Chamby-Musée | Ja            |      | Lange Zeit als Leihgabe bei den TPC, Bahnstrecke Bex–Villars–Bretaye, 2011 als BVB C2 57 zur Museumsbahn zurückgekehrt, 2013 in VMCV C2 57 umbezeichnet |
| CGTE     | Beiwagen | C4       | 370    | 1920    | SIG                             | Chamby-Musée | Ja            |      | |
| TN       | Beiwagen | C4i      | 121    | 1892    | Maschinenbau-Gesellschaft Basel | Areuse       | Ja            |      | 2018 als Dauerleihgabe an das Musée du tram Neuchâtel abgegeben                                                                                         |

## Ehemalige Fahrzeuge

### Triebfahrzeuge
| Herkunft | Typ                     | Baureihe | Nummer | Baujahr | Hersteller       | Standort           | Betriebsfähig | Bemerkung |
| -------- | ----------------------- | -------- | ------ | ------- | ---------------- | ------------------ | ------------- | --- |
| RhB      | Tenderlokomotive        | G 3/4    | 1      | 1889    | SLM 577          |                    | Ja            | "Raetia", ab 1970 leihweise von der Rhätischen Bahn bei der Museumsbahn, 1988 zurückgegeben                                                                       |
| ETAT     | Tenderlokomotive        | G 3/5    | 332    | 1909    | Fives-Lille 3587 |                    | Ja            | RB, ab 1968 bei der Museumsbahn, 2003 an die Chemin de Fer de la Baie de Somme verkauft                                                                           |
| +GF+     | Werklokomotive          | Ge 4/4   | 76     | 1913    | SLM / MFO        | –                  | verschrottet  | 1980 zur Museumsbahn, im gleichen Jahr verschrottet |
| +GF+     | Werklokomotive          | Ge 2/2   | 78     | 1915    | SIG / MFO        | –                  | Nein, Denkmal | 1980 zur Museumsbahn, im gleichen Jahr nach Frankreich weitergegeben, zwischenzeitlicher Verbleib unbekannt, jetzt in Schaffhausen als Ausstellungsstück, Denkmal |
| MOB      | Triebwagen              | BCFe 4/4 | 20     | 1907    | SIG / EGA        | –                  | verschrottet  | "Les 7 à 20", Baureihe MOB BCFe 4/4 7–20, 1993 von der MOB übernommen, 1994 verschrottet                                                                          |
| GFM      | Triebwagen              | BCe 4/4  | 111    | 1903    | SWS / EGA        | Châtel-Saint-Denis | Ja            | Leihgabe der Freiburgischen Verkehrsbetriebe, 2011 zurückgegeben                                                                                                  |
| BVB      | Strassenbahn Triebwagen | Ce 2/2   | 182    | 1926    | SIG / BBC        | Deûle              | Nein          | 2016 an AMITRAM abgegeben |

### Bahndienstfahrzeuge
| Herkunft | Typ                  | Baureihe | Nummer | Baujahr | Hersteller | Standort | Betriebsfähig | Bemerkung                                                                                           |
| -------- | -------------------- | -------- | ------ | ------- | ---------- | -------- | ------------- | --------------------------------------------------------------------------------------------------- |
| RhB      | Dampfschneeschleuder | R        | 12     | 1913    | SLM        |          | Nein          | 1954 umnummeriert in Xrot d 9212, 1990 abgegeben, 1996 an DFB im Tausch gegen die ehemalige BB 1052 |
| GFM      | Arbeitswagen         | X2       | 1011   | 1914    |            | –        | –             | Ehemals CEG K2 123. Zuletzt als F 424 bezeichnet. Im Winter 2014 verschrottet nach Brand            |

### Wagen
| Herkunft   | Typ                   | Baureihe | Nummer | Baujahr | Hersteller      | Standort           | Betriebsfähig | Bemerkung |
| ---------- | --------------------- | -------- | ------ | ------- | --------------- | ------------------ | ------------- | --- |
| BOB        | Sommerwagen           | C4       | 43     | 1926    | SIG             | Interlaken         | Ja            | Ab 1968 bei der Museumsbahn, seit 1975 bei der Ballenberg Dampfbahn |
| GFM        | Grossraumwagen        | C2       | 3      | 1901    | SWS             |                    |               | Ab 1969 bei der Museumsbahn, 1984 an die CP abgegeben |
| GFM        | Grossraumwagen        | C2       | 226    | 1905    | SWS             |                    |               | Ab 1969 bei der Museumsbahn, 1974 an die Compagnie des Chemins de Fer Départementaux abgegeben                                                                                    |
| GFM        | Grossraumwagen        | C2       | 230    | 1905    | SWS             | Montbovon          |               | Ab 1969 bei der Museumsbahn, 2012 an GFM Historic abgegeben |
| MOB        | Grossraumwagen        | B2       | 302    | 1905    | SIG             | –                  | –             | 1929 Umbau und Umzeichnung in C2 406II, ab 1956 als B2 406II, 1972 von der MOB übernommen, 1980 verschrottet                                                                      |
| RB         | Grossraumwagen        | AB4      | 90     | 1915    | Carel et Fouché |                    |               | Ab 1968 bei der Museumsbahn, 1988 an die CP abgegeben |
| RhB        | Grossraumwagen        | C2       | 2156   | 1904    | SIG             |                    |               | Ab 1970 bei der Museumsbahn, 1984 an die CP abgegeben |
| SBB Brünig | Grossraumwagen        | C4       | 811    | 1930    | SIG             | Châtel-Saint-Denis | Ja            | 1969 bis 2003 als B 243 bei der GFM. Bis 2014 bei der Museumsbahn. Im Winter 2014 unter Auflagen an den Verein GFM Historic abgegeben                                             |
| VBW        | Grossraumwagen        | C2       | 53     | 1888    | SIG             |                    |               | Ab 1969 bei der Museumsbahn, 1977 an die DGEG abgegeben, später an die Brohltalbahn weitergereicht                                                                                |
| LEB        | Postwagen             | Z2       | 5      | 1935    | SIG             | Echallens          | Ja            | ab 1973 bei der Museumsbahn, 2000 zurück an die LEB |
| YStC       | Post- und Gepäckwagen | FZ4      | 61     | 1912    | SIG             |                    |               | Ab 1984 bei der Museumsbahn, 1994 an die CP |
| AB         | Flachwagen            | N        | 400    | 1874    | Kirchheim       | –                  | –             | Ab 1972 bei der Museumsbahn, 1974 verschrottet |
| GFM        | Gedeckter Wagen       | K        | 612    | 1904    | SWS             | –                  | –             | Ab 1991 bei der Museumsbahn, 2006 verschrottet |
| GFM        | Gedeckter Wagen       | K        | 616    | 1904    | SWS             | –                  | –             | Ab 1991 bei der Museumsbahn, 1994 verschrottet |
| GFM        | Gedeckter Wagen       | K        | 617    | 1904    | SWS             | –                  | –             | Ab 1969 bei der Museumsbahn, 1992 verschrottet |
| GFM        | Gedeckter Wagen       | K        | 618    | 1904    | SWS             |                    |               | Ab 1969 bei der Museumsbahn, 2001 nach Frankreich abgegeben |
| GFM        | Gedeckter Wagen       | K        | 671    | 1955    | GFM             | Broc Fabrique      | Ja            | Ab 2014 bei der Museumsbahn. Ausgestellt vor der Nestlé-Museum „Nest“ in Vevey. 2020 an GFM Historique abgegeben. Reklame Schokoladenhersteller Nestlé, Peter, Cailler und Kohler |
| GFM        | Offener Wagen         | Ek       | 713    | 1905    | SWS             |                    | Ja            | ehemals Leihgabe der Freiburgischen Verkehrsbetriebe, 2009 nach Frankreich abgegeben                                                                                              |
| LLB        | Gedeckter Wagen       | K        | 40     | 1915    | SWS             | Inden              | Nein          | 2017 an die Gemeinde Inden verkauft |
| LLB        | Flachwagen            | L        | 61     | 1915    | SWS             | –                  | –             | 1992 verschrottet |
| YSteC      | Gedeckter Wagen       | K        | 111    | 1886    | Baume & Merpent | –                  | verschrottet  | Im Winter 2014 verschrottet nach Brand |
| SeTB       | Turmwagen             | X2       | 71     | 1906    |                 | –                  | –             | Ab 1969 bei der Museumsbahn, 1973 verschrottet |

### Strassenbahnfahrzeuge
| Herkunft | Typ              | Baureihe | Nummer | Baujahr | Hersteller      | Standort         | Betriebsfähig | Bemerkung |
| -------- | ---------------- | -------- | ------ | ------- | --------------- | ---------------- | ------------- | --- |
| BTG      | Kastenlokomotive | G 3/3    | 12     | 1894    | SLM 863         | Bern, Eigerplatz | Ja            | Glettise. 1973 leihweise zur Museumsbahn, 1983 an das Technorama abgegeben, heute bei der Berner Tramway-Gesellschaft |
| TN       | Triebwagen       | Ce 2/2   | 33     | 1901    | SIG / MFO       | –                | –             | Ab 1967 bei der Museumsbahn, 1976 an die Association Neuchâteloise des Amis du Tramway abgegeben, 1986 verschrottet   |
| TF       | Triebwagen       | Ce 2/2   | 1      | 1897    | Rathgeber / MFO |                  | Nein          | Ab 1970 bei der Museumsbahn, 1974 an das Musée des transports urbains, interurbains et ruraux abgegeben               |
| VBZ      | Triebwagen       | Ce 2/2   | 1004   | 1928    | SWS / SAAS      | –                | –             | Ab 1969 bei der Museumsbahn, 1974 nach Brand verschrottet                                                             |
| SVB      | Beiwagen         | C2       | 255    | 1914    | SIG             | –                | –             | Schenkung der Städtischen Verkehrsbetriebe Bern, ab 1969 auf der Museumsbahn, 1984/1985 verschrottet                  |
| StSTZ    | Beiwagen         | C2       | 629    | 1929    | SWS             | Zürich           | Ja            | 1978 an die DGEG abgegeben, heute beim Tram-Museum Zürich                                                             |